# Medicago disciformis
Medicago disciformis es una especie botánica leguminosa del género Medicago. Es originaria de la cuenca mediterránea. Forma una relación simbiótica con la bacteria Sinorhizobium meliloti, que es capaz de la fijación de nitrógeno.

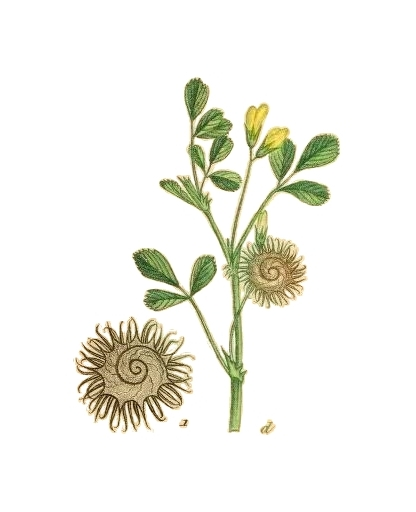
Ilustración

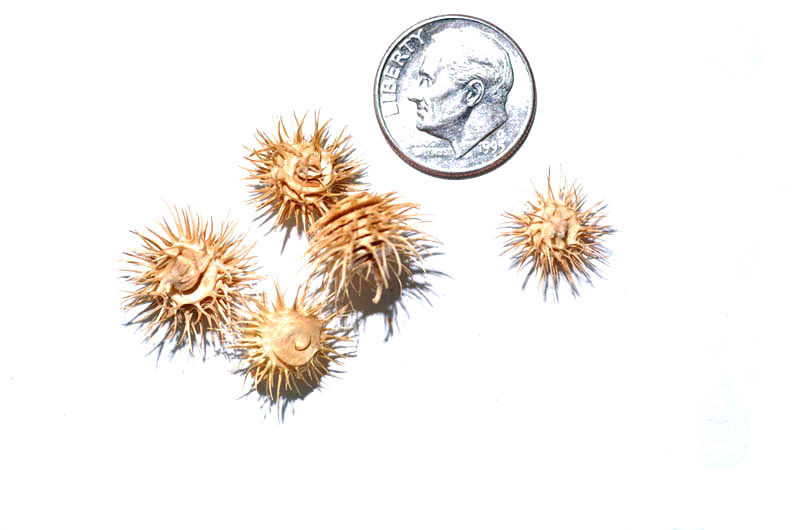
Fruto

## Descripción
Es una hierba anual, de procumbente a ascendente, ramificada desde la base. Tierne tallos de  8-40 cm de altura. Hojas con folíolos de 4,5-6 x 4,2-5,5 mm, de redondeados a obovados. Las inflorescencias en racimos con 1(2) flores; con pedúnculo tan largo o más corto que el pecíolo de la hoja contigua.  Corola 5,2-7,8 mm, amarilla. Fruto discoideo, aplastado, muy delgado, espiralado, con 5-7 espiras. Semillas de 4 mm, reniformes. Tiene un número de cromosomas de 2n = 16.

## Distribución y hábitat
Se encuentra en herbazales, en suelos arenosos; a una altitud de 0-400(700) metros en el Sur de Europa, desde donde alcanza hasta Turquía y Libia. E y S de España. 

## Taxonomía
Medicago disciformis fue descrita por  Augustin Pyrame de Candolle y publicado en Catalogus plantarum horti botanici monspeliensis 124. 1813.
Etimología
Medicago: nombre genérico que deriva del término latíno medica, a su vez del griego antiguo: μηδική (πόα) medes que significa "hierba".
disciformis: epíteto latíno que significa "con forma de disco"